# (18292) Zoltowski
(18292) Zoltowski – planetoida z grupy pasa głównego asteroid okrążająca Słońce w ciągu 5 lat i 27 dni w średniej odległości 2,95 j.a. Została odkryta 17 marca 1977 roku. Przed nadaniem nazwy planetoida nosiła oznaczenie tymczasowe (18292) 1977 FB.